# 埃唐索尔河
埃唐索尔河（法語：Étangsort，法語發音：[etɑ̃sɔʁ]）是法国卢瓦尔河地区大区萨尔特省的河流，是沃夫河的左支流，长25.4千米，发源自布卢瓦尔和迈松塞勒，于库尔德芒什和洛姆流入沃夫河。